# Motihari
Motihari (em hindi:  मोतिहारी) é uma cidade e sede de administração do distrito de Poorvi Champaran, no estado indiano de Bihar. Sua população, segundo o censo de 2011, era de 125.183 habitantes.

## Geografia
De acordo com o censo demográfico preliminar de 2011 da Índia, a população de Motihari era de 125.183, dos quais homem e mulher eram de 67.438 e 57.745, respectivamente. A proporção entre os sexos da cidade de Motihari é de 856 por 1000 homens.

## Cidadãos ilustres
George Orwell, autor do livro Animal Farm e Nineteen Eighty-Four, nasceu em Motihari em 1903. Seu pai, Richard Walmesley Blair foi deputado postado no departamento de ópio em Bihar. No entanto, quando ele tinha um ano de idade, George partiu para a Inglaterra com sua mãe e irmã.
Até recentemente, a cidade de Motihari foi em grande parte inconsciente de sua conexão com Orwell. Em 2003, Motihari descobriu sua função na vida de Orwell, quando um número de jornalistas chegou na cidade para o centésimo aniversário de Orwell. As autoridades locais estão fazendo planos para a construção de um museu sobre sua vida.